# Widensolen
 Widensolen  là một xã trong tỉnh Haut-Rhin, vùng Grand Est ở đông bắc Pháp. Xã này có diện tích 10,67 km², dân số năm 1999 là 1225 người. Khu vực này có độ cao 188 mét trên mực nước biển.